# Nicolaus Cisner
Nicolaus Cisner, Nicolaus Cisnerus, ou Nicolaus Kistner, est un érudit, humaniste et jurisconsulte allemand, né à Mosbach le 24 mars 1529, et mort à Heidelberg le 6 mars 1583 .

## Biographie
Nicolaus Cisner a commencé à étudier dans son pays, puis est allé à l'université de Heidelberg où il est reçu maître ès arts le 6 juillet 1547. Il s'est mis aussitôt à enseigner la philosophie d'Aristote et les mathématiques.
Jugeant qu'il avait besoin d'approfondir ses connaissances, il est allé peu après à Strasbourg, auprès de Martin Bucer qui était un de ses parents. Il lui a enseigné les idées réformatrices de Luther. Il y a appris la théologie de la Réforme luthérienne.
La réputation de Philippe Mélanchthon l'a engagé à le rencontrer à Wittemberg. Il revient à Heidelberg en 1552. L'électeur Frédéric II du Palatinat l'a nommé premier professeur extraordinaire en morale en lui donnant des appointements supérieurs aux professeurs de philosophie. Il a alors décidé d'expliquer l' Éthique à Nicomaque d'Aristote et De finibus bonorum et malorum de Cicéron jusqu'à l'année 1553 où il dû quitter le pays à cause d'une épidémie de peste.
Il est alors passé en France où il a étudié le droit à l'université de Bourges, à Angers et à Poitiers. Il s'est rendu ensuite en Italie où il a passé plus de quatre années pour être reçu docteur en droit de l'université de Pise en 1559. Il retourne la même année à Heidelberg.
Il est aussitôt nommé professeur de Pandectes et de conseiller de l'électeur palatin Frédéric III du Palatinat. Il a succédé à François Baudouin comme professeur de droit civil quand il est revenu en France au début 1561.
Il s'est marié en 1562 avec Anne Hartmann, fille d'un célèbre jurisconsulte du Palatinat, dont il n'a pas eu d'enfants.
En 1563, il est recteur de l'université de Heidelberg.
En 1567, il est nommé assesseur à la Chambre impériale de Spire du Saint-Empire romain germanique. Il est resté à ce poste jusqu'en 1580, quand Louis VI du Palatinat le rappelle à Heidelberg pour lui servir de conseiller dans plusieurs affaires importantes. Pour qu'il reste à Heidelberg, le comte palatin lui a donné la charge de lieutenant civil du siège Électoral et de professeur extraordinaire en droit. Cisner n'a pas pu les tenir longtemps car il a eu une attaque de paralysie qui l'a tourmenté deux ans avant de mourir le 6 mars 1583. Il a été inhumé dans l'église du Saint-Esprit, à côté de sa femme, morte quelques mois plus tôt. Just Reuber (1542 - 1607), un de ses parents a fait mettre sur sa tombe l'épitaphe : 
Perpetuæ Memoriæ Nicolai Cisneri Mosbacensis J.C. sua ætate clarissimi, qui primum Heidelbergæ magna cum laude docuit ; Dein Spiræ Adsessor, tandemque in supremo Palatinanatûs Judicio Projudex cum omni admiratione jus dixit : Hæredes grati, Curante Justo Reubero Jureconsulto, posuerunt.
Vixit annos 53 Menses 11 dies 6 obiit pridie Non. Martii, post Annam Hartmannam conjugem Mens. 4. dies 20. & cum ea hoc sepulchrum sibi commune esse voluit.

## Publications
Quirin Reuter (1558-1613), recteur de l'université de Heidelberg, a publié toutes les œuvres de Nicolaus Cisner dans un recueil de 1031 pages composé de 4 opuscules publié à Francfort, en 1611, sous le titre : Nic. Cisneri Jureconsulti, polyhistoris, oratoris, & poetæ celeberimmi Opuscula historica & politico-philologica, distributa in libros 4, comprenant plusieurs textes, dont :
- Idyllion De Veris Et Autumni Comparatione. De Eodem Argumento oratio scripta, Wittenberg: Crato, 1551.
- Delitiae Poetarum Germanorum
- Idyllion de comparatione veris et autumni, 1571.
- Numerosos estudos e comentários sobre Pandectas e as Instituições Romanas.